# Anija (commune)
Anija est une commune d'Estonie située dans le comté de Harju.

## Géographie
La commune s'étend sur 532,91 km2 au sud-est de Tallinn.

### Communes limitrophes
|  |       |  |
|  | Nom ? |  |
|  |       |  |

### Relief et géologie
superficie
ancienne carriere rummu

### Hydrographie
Le réservoir de Soodla est un lac artificiel situé sur la rivière Soodla.
Le réservoir de Kaunissaare est un lac artificiel situé sur le fleuve Jägala.
Situés dans la commune, les réservoirs de Soodla, Kaunissaare, Aavoja et Aruoja ainsi que les canaux Jägala-Pirita, Raudoja-Aavoja, Aavoja-Kaunissaare et Sae-Paunküla font partie du Système d'approvisionnement en eau de Tallinn.

## Urbanisme

### Localités
La commune regroupe 33 localités
| Nom         | Type          | Pop.  |
| ----------- | ------------- | ----- |
| Aavere      | village       | 13    |
| Aegviidu    | bourg         | 674   |
| Alavere     | village       | 347   |
| Anija Küla  | village       | 92    |
| Arava       | village       | 38    |
| Härmakosu   | village       | 46    |
| Kaunissaare | village       | 83    |
| Kehra Küla  | village       | 29    |
| Kehra       | centre urbain | 2 759 |
| Kihmla      | village       | 28    |
| Kuusemäe    | village       | 26    |
| Lehtmetsa   | village       | 707   |
| Lilli       | village       | 82    |
| Linnakse    | village       | 58    |
| Looküla     | village       | 46    |
| Lükati      | village       | 53    |
| Mustjõe     | village       | 30    |
| Paasiku     | village       | 38    |
| Parila      | village       | 76    |
| Partsaare   | village       | 17    |
| Pikva       | village       | 101   |
| Pillapalu   | village       | 93    |
| Rasivere    | village       | 45    |
| Raudoja     | village       | 59    |
| Rooküla     | village       | 75    |
| Salumetsa   | village       | 35    |
| Salumäe     | village       | 59    |
| Soodla      | village       | 77    |
| Uuearu      | village       | 38    |
| Vetla       | village       | 55    |
| Vikipalu    | village       | 101   |
| Voose       | village       | 67    |
| Ülejõe      | village       | 212   |

### Voies de communication et transports
Anija est traversé par la route nationale 12, la route nationale 13 et les routes secondaires 11125 et 11310.
Le chemin de fer de Tallinn à Tapa passe par Aegviidu et Kehra.

## Histoire
Anija est mentionné pour la première fois en 1241 sous le nom de Hangægus dans le Liber Census Daniæ. Le manoir d'Anija a été construit au XIXe siècle sur l'emplacement d'un bâtiment datant du XVe siècle. Détruit par un incendie lors de la révolution russe de 1905, il est ensuite reconstruit et constitue avec son parc l'un des ensembles patrimoniaux les mieux conservés du pays.
Appelée autrefois Kedder en allemand, la localité de Kehra est mentionnée pour la première fois, dans le Liber Census Daniæ en 1241, car la contrée appartenait au Danemark. C’est en 1620-1630 qu’est construit le manoir de Kedder dans le domaine seigneurial. Il a été reconstruit, toujours en bois, par le baron Friedrich August von Maydell en 1820, en style néoclassique. Kedder était alors un village tourné autour de l’exploitation agricole du domaine seigneurial. Dépendant du gouvernement d'Estonie au sein de l'Empire russe, il appartenait à la paroisse de Sankt-Johannis (Harju-Jaani) et au district d'Harrien. Le domaine devient ensuite la propriété de l'Union agraire estonienne (Eestimaa Põllumajanduse Selts). Kedder est reliée au chemin de fer en 1876, ce qui provoque son essor économique. Le 4 janvier 1919, la bataille de Kehra se déroule près de la ville au cours de la guerre d'indépendance. Une usine de papier ouvre en 1938 et les soviétiques installent différentes usines collectives dans les années 1950-1960. Après l'indépendance de l'Estonie en 1991, Kehra obtient son statut de bourg puis celui de ville en 1993. Le 2 décembre 2002, elle est intégrée au sein de la commune d'Anija dont elle devient le chef-lieu administratif.
Aavere est mentionné pour la première fois en 1241 sous le nom de Haaueeræ dans le Liber Census Daniæ, sous le règne de Valdemar II du Danemark. En 1355, le village dépend du manoir de Pirsu (ou Pirsen), puis en 1540, de celui d'Anija. Il fait alors partie de la paroisse de Harju-Jaani. Il porte son nom actuel depuis 1923.
En 1326, l'évêque de Revel (aujourd'hui Tallinn) se fait construire un château vers Kaunissaare qui est détruit par la suite. Un nouveau manoir (Kaunissaare mõis) est construit en 1815 et détruit dans un incendie en 1944.
Le réservoir est mis en service en 1984, sous le régime soviétique.
Le village de Pillapalu est créée par l'État estonien dans les années 1930 comme colonie de peuplement au milieu de la forêt le long de la route Piibe qui relie Tallinn à Tartu.
Soodla est mentionné pour la première fois en 1241 sous le nom de Sotal. Il a été reconstruit dans la seconde moitié du XXe siècle.
Le village de Vetla est mentionné pour la première fois en 1379 sous le nom de Vettevilge puis en 1694 sous celui de Wetla.
Le bourg d'Aegviidu est réuni à la commune en 2017.

## Population et société

### Démographie

#### Évolution démographique
La population s'élevait à 5 754 habitants en 2011 et à 6 253 habitants en 2021, à la suite du rattachement d'Aegviidu

## Culture

### Littérature
Anija a une importance littéraire pour les Estoniens, car c’est le cadre d’un roman social-révolutionnaire d’Eduard Vilde, Kui Anija mehed Tallinnas käisid (« Lorsque les hommes d’Anija vont à Tallinn »)